# Symphoromyia pilosa
Symphoromyia pilosa är en tvåvingeart som beskrevs av Aldrich 1915. Symphoromyia pilosa ingår i släktet Symphoromyia och familjen snäppflugor.
Artens utbredningsområde är Kalifornien. Inga underarter finns listade i Catalogue of Life.